# Sommertag, 1907

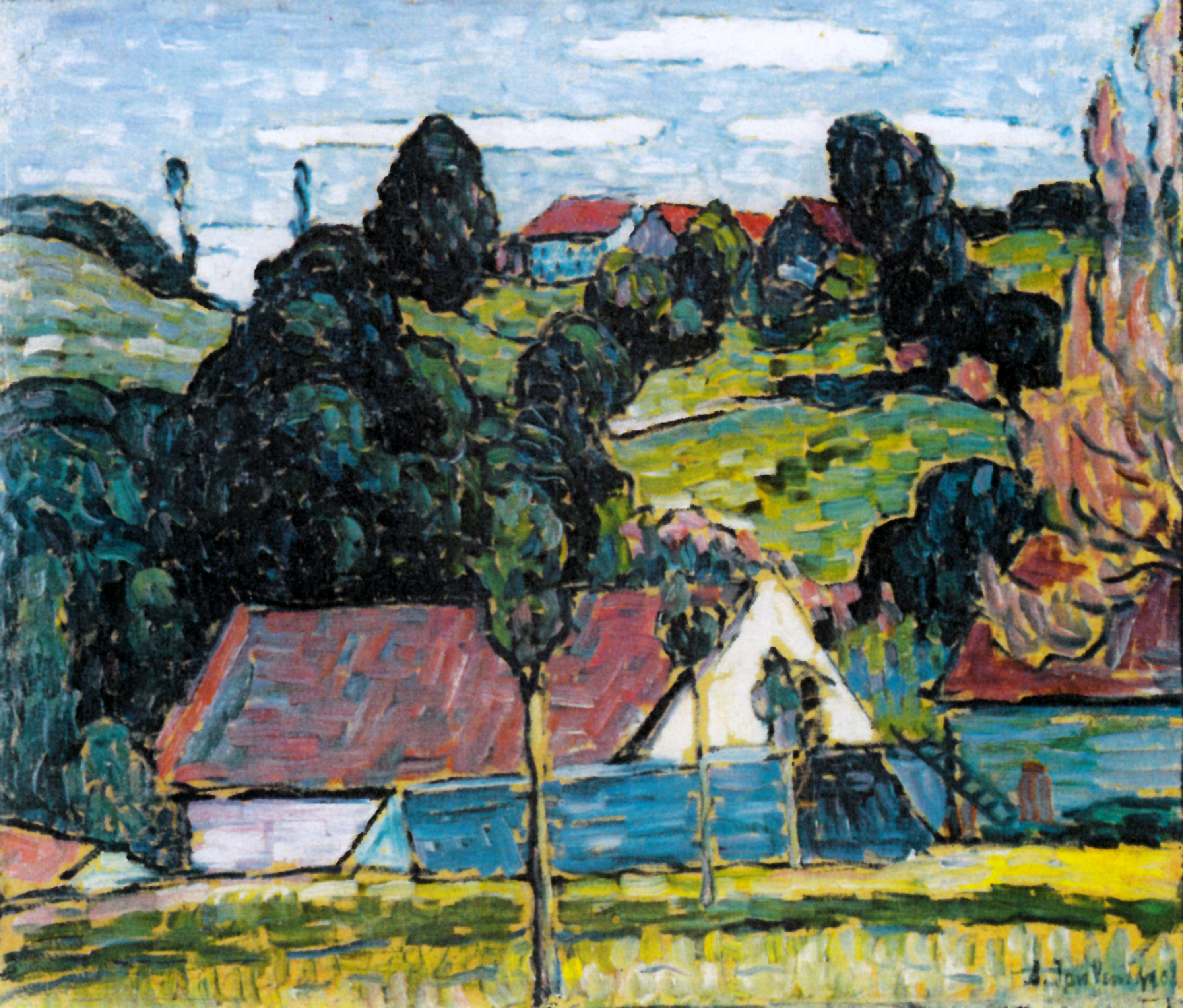
Alexej Jawlensky: Sommertag, Wasserburg am Inn, 1907

Sommertag ist der Titel eines Gemäldes des deutsch-russischen Malers Alexej Jawlensky, das er 1907 malte. 1962 wurde es von dem damaligen Museumsdirektor Clemens Weiler für das Museum Wiesbaden erworben. Es trägt die Inventar-Nummer M 802.

## Technik und Bildträger
Bei dem Landschaftsgemälde „Sommertag“ handelt es sich um ein Ölgemälde auf Karton im Breitformat, 45 × 53,7 cm. Es ist im Bild unten rechts signiert „A. Jawlensky“ und datiert „07“. Rückseitig verschiedene Aufschriften, u. a. mit blauem Kopierstift „Sommertag“.
Das Bild ist verzeichnet im „Catalogue Raisonné“ von 1991 des Jawlensky-Archivs, 1997 im Jawlensky-Bestandskatalog des Museums Wiesbaden, 2014 im Ausstellungskatalog „Horizont Jawlensky“ 2014.

## Identifikation des Gemäldes
Es war der Kunsthistoriker Gottlieb Leinz, der 1979 feststellen konnte, dass Jawlensky 1907 das Motiv zu seinem Gemälde bei Wasserburg am Inn, im Ortsteil Burgstall, fand. Auf dem Bild ist demnach oben links die Anhöhe des Dreikreuzberges zu sehen. „Auf der unmittelbar gegenüberliegenden Hügelkuppe des Dreikreuzberges erhebt sich eine kugelförmige mächtige Eiche; nach rechts schließen auf dem Höhenrücken einige Häuser an. […] Das nach oben ansteigende Baum- und Wiesengelände sah der Künstler allerdings nicht wie auf dem Vergleichsfoto von Südosten, sondern von Westen. Hier erlaubt der Hochgarten einen derartigen guten Überblick. Die sich rechts anschließende Kirche St. Achatz ließ Jawlensky ganz weg. […] Dem virtuosen Auftrag der Farbflecken entspricht eine Steigerung der Raumhaftigkeit und Lichtfülle.“

## Mit Farben und Formen drückt Jawlensly seine Gefühle aus
„Jawlensky sagt in seinen Lebenserinnerungen, daß er Gefühle mit Farben und Formen ausdrücke. Nimmt man ihn beim Wort und untersucht daraufhin das Bild, so stellt man zunächst fest, daß eine Vielzahl von Horizontalen den formalen Bildaufbau bestimmt. So liegen die Bodenformationen im Vordergrund in der Waagerechten und werden von den flachen Dächern wiederholt. Darüber fügen sich leichte Bodenwellen in diese Ordnung ein. Selbst die Giebel der Häuser auf dem Hügel sind in Einklang mit dem sanft geschwungenen Horizont. Nur die Bäume unterbrechen mit ihren Gipfeln die harmonische Linie und schaffen eine gewisse Spannung. Von den horizontalen langgestreckten Wolken werden sie jedoch durch den Künstlerwillen in das Bildgefüge ein- und untergeordnet. Die beiden Pappeln links im Bild wie auch die drei jungen Obstbäumchen im Vordergrund sind zwar klare vertikale Elemente, jedoch zu schmächtig, um eine Gegenbewegung zu den ruhenden liegenden Linien schaffen zu können. Somit haftet der formalen Komposition etwas Starres und Kaltes an. Hätte Jawlensky die Achatiuskapelle mit ihrem schlanken gotischen Turm in sein Bild mit aufgenommen, dann wäre es entscheidend verändert worden. Die Vertikale des Turmes mit seiner spitzen Dachform hätte dem Bild mit seinen schwermütig lagernden Formen eine heitere, himmelstrebende, warme Komponente verliehen. Und dieses beabsichtigte Jawlensky ganz offensichtlich nicht. Von der Farbe sagte Jawlensky, daß diese ebenfalls eine ganz wesentliche Rolle spiele, wenn er seine Gefühle ausdrücken wolle. In unserem Bild setzt er vorwiegend das Grün ein. Dieses Grün symbolisiert ebenso wie die Horizontale Ruhe und Bewegungslosigkeit. Jawlensky ergänzt das Grün durch sehr viele Blautöne und gibt ihm dadurch einen Klang, der ins Ernste, Nachdenkliche, fast Tragische geht. Das Rot der Dächer und des blühenden Baumes rechts im Bild versetzt er ebenfalls mit Blau, wodurch diese lebendige und frohe Farbe merklich abgekühlt und zu Violettönen gelöscht wird. Die unruhestiftende Farbe Gelb schließlich, die in ihrer Kraft und Bedeutung der Vertikalen gleichgesetzt werden kann, taucht nur in verschwindend kleinen Mengen auf. Die Farbe Blau und Violett beherrschen das Bild, sie versinnbildlichen Traurigkeit, die Jawlensky an einem Sommertag im Jahre 1907 empfunden hat, als er unser Bild malte.“

## Im Ersten Weltkrieg in Schweden „zurückbehalten“
Das Gemälde „Sommertag“ wurde laut Catalogue Raisonné erstmals 1914 in der schwedischen Stadt Malmö ausgestellt. Es handelte sich um die Baltische Ausstellung, die vom 15. Mai bis zum 4. Oktober 1914 stattfand. Sie zeigte „Neuheiten aus Gewerbe und Industrie, gab Einblicke in so unterschiedliche Bereiche wie Gartenkultur, Schulwesen oder Bestattungswesen.“ Ihr angeschlossen war eine Kunstausstellung, die von dem schwedischen Maler Oscar Björck organisiert wurde. Zur Teilnahme hatte Björck ausschließlich Künstler aus den Anrainerstaaten der Ostsee – „Schweden, Dänemark, Deutschland, Rußland“ eingeladen. Von den Münchener Künstlern hatte er die Russen Wassily Kandinsky, Robert Genin, Jawlensky und dessen Sohn Andreas und Marianne von Werefkin zur Teilnahme aufgefordert. Ihnen bot er die „Gelegenheit, sich in einer ‚Entwicklungskette‘ in der Ausstellung vorzustellen.“
Man wird davon ausgehen dürfen, dass das Gemälde „Sommertag“, das damals schon den heutigen Titel trug eine von mehreren Leihgaben aus Jawlenskys eigenem Besitz war, mit denen er sich in Malmö präsentierte.
„Nach Ausbruch des […] Ersten Weltkriegs wurden die Leihgaben russischer Künstler aus Sicherheitsgründen in Schweden zurückbehalten. Manche Bilder waren selbst nach dem Waffenstillstand noch unzustellbar. So kam es, dass ein Teil der Exponate in den Bestand des Kunstmuseums Malmö überging.“
Jawlensky, der in die Schweiz emigriert war, der damals weder Sowjet-, Schweizer-, noch Deutscher Staatsbürger war, verfügte zumindest nach Ende des Ersten Weltkrieges wieder über seinen „Sommertag“. Und wenn man im Catalogue Raisonné blättert und genauer recherchiert, findet man dort mindestens fünf weitere Gemälde die in Malmö waren – über die Jawlensky Anfang der 1920er Jahre aber wieder verfügte. Es handelt sich um „Mädchen mit grauer Schürze“, um 1909, „Violetter Turban“, 1909, „Prinzessin Turandot“, 1912, „Mädchen mit Puppe“, um 1912 und „Hügel“, 1912, die zu Jawlenskys „Entwicklungskette“ der Jahre 1907–1912 gehörten. Einige von ihnen fanden „1920/21“, Aufnahme in die sogen. „travelling exhibition“.